# Sonda von Neumanna
Sonda von Neumanna – hipotetyczne urządzenie zdolne do podróży międzygwiezdnych i zbudowania własnej kopii z podstawowych surowców. Pomysł takiego urządzenia opiera się na pracach amerykańskiego fizyka i matematyka węgierskiego pochodzenia, Johna von Neumanna. Von Neumann badał naukowe podstawy projektowania urządzeń mogących konstruować własne kopie, tzw. samoreplikujących. Choć sam nigdy nie łączył tych idei z eksploracją kosmosu, te dwa pomysły zostały później skojarzone.

## Samoreplikująca sonda kosmiczna
Teoretycznie, samoreplikująca sonda mogłaby zostać wysłana do sąsiedniego układu gwiezdnego, gdzie korzystając z surowców naturalnych (np. wydobytych z planetoid) zbudowałaby swoje kopie. Następnie kopie zostałyby wysłane do kolejnych systemów, powtarzając cały proces i powielając się w tempie wykładniczym. Każda sonda po zbudowaniu kopii mogłaby przystąpić do wykonywania wyznaczonego zadania, np. eksploracji systemu i przekazania wyników na Ziemię.
Policzono, że gdyby sondy te osiągały prędkość przelotową równą 10% prędkości światła (co wydaje się możliwe przy zastosowaniu napędu jądrowego), a także raz na 500 lat zakładałyby fabrykę samoreplikujących się sond pracującą z wydajnością jednej sondy na 500 lat, to mogłyby dotrzeć do wszystkich gwiazd w Drodze Mlecznej w ciągu pół miliona lat. Ma to szczególne znaczenie przy rozważaniu paradoksu Fermiego, ponieważ jak dotąd nie wykryto żadnych obcych urządzeń takiego typu. Sugeruje to, że w ciągu kilku miliardów lat istnienia naszej galaktyki żadna cywilizacja niczego takiego nie stworzyła.

## Warianty zastosowań
Sondy von Neumana mogłyby poza badaniami wykonywać wiele innych zadań. Najpopularniejsze pomysły to:

### Sonda Bracewella
Gdyby sonda natrafiła na ślady obcej inteligencji, mogłaby próbować nawiązać z nią kontakt. W takiej sytuacji przydatne byłoby wyposażenie sondy w zaawansowaną sztuczną inteligencję oraz możliwie dużą wiedzę na temat ludzkiej cywilizacji i kultury. Pozwoliłoby to sondzie przeprowadzać pełną interakcję z obcymi na miejscu, niezależnie od tego, jak daleko byłoby to od Ziemi. Paul Davies zasugerował możliwość istnienia obcych sond takiego typu w naszym układzie, np. na Księżycu.

### Sonda Berserk
Agresywny wariant sondy von Neumanna to sonda „Berserk”, która zamiast badać, byłaby zaprogramowana do wyszukiwania i niszczenia wszelkich form życia, które napotka. Ten wariant prawdopodobnie nie ograniczałby się do wysyłania jednej kopii do każdego systemu, ale powielałby się w dużej liczbie i tworzył roje. Sondy takie mogłyby być tworzone przez szczególnie ksenofobiczne cywilizacje, bądź powstawać w wyniku jakichś błędów lub „mutacji” w bardziej pokojowych sondach.
Nazwa „Berserk” pochodzi z serii książek SF Freda Saberhagena, w której ludzkość prowadzi wojnę z maszynami tego typu.

### Sondy kolonizacyjne
Kolejnym wariantem jest zastosowanie sond do rozsiewania życia po galaktyce. Sonda taka przechowywałaby w jakiejś postaci zalążki życia z macierzystej planety, potencjalnie również gatunku, który ją stworzył. Po znalezieniu planety mającej odpowiednie warunki (lub nadającej się do terraformowania), próbowałaby stworzyć na niej odpowiednią biosferę – ożywiając przechowywane embriony lub nawet „konstruując” za pomocą nanotechnologii organizmy według instrukcji zapisanych w pamięci.
Mogłoby to służyć terraformowaniu i przygotowaniu miejsca pod przyszłą kolonizację, bądź nawet samej kolonizacji – gdyby sonda przechowywała wiedzę i kulturę swoich twórców oraz potrafiłaby wychować i wyedukować ich nowe pokolenie. Nie jest jednak jasne czy cywilizacja dysponująca taką technologią potrzebowałaby w ogóle kolonizowania planet.

## Przykłady w fantastyce naukowej
- Monolity z książki Arthura C. Clarke’a i filmu Stanleya Kubricka 2001: Odyseja kosmiczna są przykładem sond von Neumanna. Początkowo film miał zaczynać się od dyskusji opisującej działanie takich sond, ale ostatecznie Kubrick wyciął te sceny, pozostawiając monolity jako niemalże mistyczne obiekty.
- W książkach Freda Saberhagena z serii Berserk, ludzkość walczy z rojem szczególnie agresywnych maszyn, konstruujących własne fabryki w kosmosie.
- Inhibitorzy z książek Alastaira Reynoldsa z serii Przestrzeń objawienia są samoreplikującymi maszynami, których celem jest hamowanie rozwoju cywilizacji kosmicznych. Pozostają oni w uśpieniu przez bardzo długie okresy, budząc się gdy wykryją obecność rozwijającej się cywilizacji. Wtedy niszczą ją, posuwając się nawet do sterylizacji całych planet. Walka z nimi jest niezwykle trudna, gdyż najwyraźniej znają wszelkie rodzaje broni, jakimi młode cywilizacje mogą je zaatakować, i tylko kwestią czasu jest dla nich przygotowanie odpowiedniej obrony.
- The Forge of God autorstwa Grega Beara opisuje scenariusz zniszczenia Ziemi przez urządzenia typu sondy berserk, reagujące na pojawienie się sztucznych sygnałów radiowych.
- W serialu Gwiezdne wrota występują mechaniczne Replikatory, stworzone przez wysoko zaawansowaną kulturę Starożytnych, które miały pomóc im wygrać wojnę przeciwko Widmom. Kiedy twórcy doszli do wniosku, że eksperyment się nie powiódł i Replikatory nigdy nie staną się bronią, której tak bardzo potrzebowali, postanowili je zniszczyć. Te jednak wyrwały się spod kontroli, zaczęły mutować i rozprzestrzeniły się po galaktyce. Posiadając zdolność analizowania i uczenia się nowych technologii, w pewnym momencie stały się najbardziej zaawansowaną „rasą” zagrażającą ludzkości.
- W tym samym serialu (sezon 4 odcinek 9) członkowie SG-1 napotykają na obcej planecie statek-sondę, który ma za zadanie dokonać transformacji środowiska planety do takiej postaci, aby móc na niej wskrzesić wymarłą rasę obcych.
- W powieści Pieśni dalekiej Ziemi Arthur C. Clarke opisuje przyszłość, w której ludzie tuż przed zniszczeniem Ziemi rozesłali po galaktyce automatyczne pojazdy potrafiące odtworzyć w docelowym miejscu ludzi z zapisanej informacji genetycznej i następnie wychować ich, tworząc nowe społeczeństwa.
- W powieści Niezwyciężony Stanisława Lema kosmiczny krążownik zostaje zaatakowany przez replikujące się mikroroboty, które najprawdopodobniej są odpowiedzialne za wcześniejszą sterylizację planety oraz zniszczenie statku badawczego, wysłanego na powierzchnię planety mniej więcej rok przed wydarzeniami opisywanymi w książce.
- W powieści Najazd z przeszłości Jamesa P. Hogana ludzkość wysyła sondę przechowującą w pamięci zapisane DNA ludzi, która zasiedla napotkaną planetę stwarzając i wychowując pierwsze pokolenie kolonistów.
- W grze komputerowej The Ur-Quan Masters występuje Slylandro Probe – sonda Berserk.
- W grze Star Wolves występuje „rasa” autonomicznych statków kosmicznych nazwanych Berserk.
- W grze Sword of The Stars występują sondy Von Neumanna. Ich pojawienie się należy do zjawisk losowych. Początkowo są to tylko mało wytrzymałe sondy mające za zadanie kraść surowce, lecz z czasem dochodzi też o wiele mocniejszy wariant Berserk. Ostatecznie można spotkać się z VN Homeworld – planetą macierzystą samoreplikujących się maszyn.
- W książkach serii „Bobiverse” autora Dennis E. Taylor(inne języki) występują sondy Von Neumanna sterowane świadomością przeniesioną do komputera.